# Phrynidae
Famille
Synonymes
- Tarantulidae Leach, 1814
- Electrophrynidae Petrunkevitch, 1971

Les Phrynidae sont une famille d'amblypyges.

## Distribution
Les espèces de cette famille se rencontrent en Amérique sauf Phrynus exsul d'Indonésie.

## Liste des genres
Selon Whip spiders of the World (version 1.0), :
- Heterophryninae Pocock, 1902
  - Heterophrynus Pocock, 1894
- Phryninae Blanchard, 1852
  - Acanthophrynus Kraepelin, 1899
  - Paraphrynus Moreno, 1940
  - Phrynus Lamarck, 1801
  - †Electrophrynus Petrunkevitch, 1971
- I.S.
  - †Britopygus Dunlop & Martill, 2002

## Publication originale
- Blanchard, 1852 : Arachnides. L'organisation du Règne Animal, seconde édition, volume 2, Paris, p. 1-232.